# Campionats Europeus de judo de 2013
Els Campionats Europeus de judo de 2013 van ser la 24a edició dels Campionats Europeus de judo, organitzats per la Unió de Judo Europeu, i celebrats a Budapest (Hongria) entre el 25 i el 28 d'abril de 2013.

## Resultats

### Masculí
| Event   | Or                     | Plata                | Bronze                               |
| −60 kg  | Amiran Papinashvili    | Ludovic Chammartin   | Artiom Arshansky · Ashley McKenzie   |
| −66 kg  | Lasha Shavdatuashvili  | Kamal Khan-Magomedov | Dimitri Dragin · David Larose        |
| −73 kg  | Rok Draksic            | Nugzari Tatalashvili | Pierre Duprat · Zebeda Rekhviashvili |
| −81 kg  | Avtandil Tchrikishvili | Tomislav Marijanovic | Joachim Bottieau · Loic Pietri       |
| −90 kg  | Kirill Denisov         | Varlam Liparteliani  | Karolis Bauža · Kirill Voprosov      |
| −100 kg | Lukáš Krpálek          | Henk Grol            | Jevgeņijs Borodavko · Cyrille Maret  |
| +100 kg | Teddy Riner            | Adam Okruashvili     | Barna Bor · Jean-Sébastien Bonvoisin |
| Equips  | Geòrgia                | Rússia               | Alemanya · Ucraïna                   |

### Femení
| Event  | Or                  | Plata                  | Bronze                                  |
| −48 kg | Éva Csernoviczki    | Charline Van Snick     | Laetitia Payet · Ebru Şahin             |
| −52 kg | Natalia Kuziutina   | Andreea Stefania Chitu | Laura Gomez Ropinon · Majlinda Kelmendi |
| −57 kg | Automne Pavia       | Sabrina Filzmoser      | Telma Monteiro · Irina Zabludina        |
| −63 kg | Clarisse Agbegnenou | Marta Labazina         | Yarden Gerbi · Tina Trstenjak           |
| −70 kg | Kim Polling         | Linda Bolder           | Bernadette Graf · Laura Vargas-Koch     |
| −78 kg | Lucie Louette       | Ana Velenšek           | Abigél Joó · Marhinde Verkerk           |
| +78 kg | Lucija Polavder     | Émilie Andéol          | Belkis Zehra Kaya · Iryna Kindzerska    |
| Teams  | Països Baixos       | França                 | Alemanya · Rússia                       |

### Medaller
| Posició | País          | Or | Plata | Bronze | Total |
| 1       | Geòrgia       | 4  | 3     | 1      | 8     |
| 2       | França        | 4  | 2     | 5      | 11    |
| 3       | Rússia        | 2  | 3     | 3      | 8     |
| 4       | Països Baixos | 2  | 2     | 1      | 5     |
| 5       | Eslovènia     | 2  | 1     | 1      | 4     |
| 6       | Hongria       | 1  | 0     | 2      | 3     |
| 7       | Txèquia       | 1  | 0     | 0      | 1     |
| 8       | Bèlgica       | 0  | 1     | 1      | 2     |
| 8       | Àustria       | 0  | 1     | 1      | 2     |
| 10      | Croàcia       | 0  | 1     | 0      | 1     |
| 10      | Suïssa        | 0  | 1     | 0      | 1     |
| 10      | Romania       | 0  | 1     | 0      | 1     |
| 13      | Turquia       | 0  | 0     | 2      | 2     |
| 13      | Israel        | 0  | 0     | 2      | 2     |
| 15      | Alemanya      | 0  | 0     | 3      | 3     |
| 15      | Ucraïna       | 0  | 0     | 2      | 2     |
| 15      | Portugal      | 0  | 0     | 1      | 1     |
| 15      | Regne Unit    | 0  | 0     | 1      | 1     |
| 15      | Lituània      | 0  | 0     | 1      | 1     |
| 15      | Espanya       | 0  | 0     | 1      | 1     |
| 15      | IJF           | 0  | 0     | 1      | 1     |
| 15      | Letònia       | 0  | 0     | 1      | 1     |
|         | Total         | 16 | 16    | 32     | 64    |

## Results overview

### Men

#### –60 kg
| Posició | Nom                 | País |
| ------- | ------------------- | ---- |
| 1.      | Amiran Papinashvili | GEO  |
| 2.      | Ludovic Chammartin  | SUI  |
| 3.      | Artiom Arshansky    | ISR  |
| 3.      | Ashley McKenzie     | GBR  |
| 5.      | Yanislav Gerchev    | BUL  |
| 5.      | Ludwig Paischer     | AUT  |
| 7.      | Jeroen Mooren       | NED  |
| 7.      | Pavel Petrikov      | CZE  |

#### –66 kg
| Posició | Nom                   | País |
| ------- | --------------------- | ---- |
| 1.      | Lasha Shavdatuashvili | GEO  |
| 2.      | Kamal Khan-Magumedov  | RUS  |
| 3.      | Dimitri Dragin        | FRA  |
| 3.      | David Larose          | FRA  |
| 5.      | Nijat Shikhalizade    | AZE  |
| 5.      | Bence Zambori         | HUN  |
| 7.      | Sergiu Oleinic        | POR  |
| 7.      | Dzmitry Shershan      | BLR  |

#### –73 kg
| Posició | Nom                  | País |
| ------- | -------------------- | ---- |
| 1.      | Rok Draksic          | SLO  |
| 2.      | Nugzari Tatalashvili | GEO  |
| 3.      | Pierre Duprat        | FRA  |
| 3.      | Zebeda Rekhviashvili | GEO  |
| 5.      | Murat Kodzokov       | RUS  |
| 5.      | Dirk Van Tichelt     | BEL  |
| 7.      | Musa Mogushkov       | RUS  |
| 7.      | Sagi Muki            | ISR  |

#### –81 kg
| Posició | Nom                    | País |
| ------- | ---------------------- | ---- |
| 1.      | Avtandil Tchrikishvili | GEO  |
| 2.      | Tomislav Marijanovic   | CRO  |
| 3.      | Joachim Bottieau       | BEL  |
| 3.      | Loic Pietri            | FRA  |
| 5.      | Levan Tsiklauri        | GEO  |
| 5.      | Ivan Vorobev           | RUS  |
| 7.      | Vitalii Dudchyk        | UKR  |
| 7.      | Srdjan Mrvaljevic      | MNE  |

#### –90 kg
| Posició | Nom                 | País |
| ------- | ------------------- | ---- |
| 1.      | Kirill Denisov      | RUS  |
| 2.      | Varlam Liparteliani | GEO  |
| 3.      | Karolis Bauza       | LTU  |
| 3.      | Kirill Voprosov     | RUS  |
| 5.      | Aleksandar Kukolj   | SRB  |
| 5.      | Marc Odenthal       | GER  |
| 7.      | Celio Dias          | POR  |
| 7.      | Walter Facente      | ITA  |

#### –100 kg
| Posició | Nom                 | País |
| ------- | ------------------- | ---- |
| 1.      | Lukas Krpalek       | CZE  |
| 2.      | Henk Grol           | NED  |
| 3.      | Jevgenijs Borodavko | LAT  |
| 3.      | Cyrille Maret       | FRA  |
| 5.      | Elmar Gasimov       | AZE  |
| 5.      | Or Sasson           | ISR  |
| 7.      | Adlan Bisultanov    | RUS  |
| 7.      | Toma Nikiforov      | BEL  |

#### +100 kg
| Posició | Nom                      | País |
| ------- | ------------------------ | ---- |
| 1.      | Teddy Riner              | FRA  |
| 2.      | Adam Okruashvili         | GEO  |
| 3.      | Jean-Sebastien Bonvoisin | FRA  |
| 3.      | Barna Bor                | HUN  |
| 5.      | Ceraj Matjaz             | SLO  |
| 5.      | Renat Saidov             | RUS  |
| 7.      | Marius Paskevicius       | LTU  |
| 7.      | Robert Zimmermann        | GER  |

#### Equips
| Posició | Nom      | País |
| ------- | -------- | ---- |
| 1.      | Geòrgia  | GEO  |
| 2.      | Rússia   | RUS  |
| 3.      | Alemanya | GER  |
| 3.      | Ucraïna  | UKR  |

### Femení

#### –48 kg
| Posició | Nom                | País |
| ------- | ------------------ | ---- |
| 1.      | Éva Csernoviczki   | HUN  |
| 2.      | Charline Van Snick | BEL  |
| 3.      | Laetitia Payet     | FRA  |
| 3.      | Ebru Şahin         | TUR  |
| 5.      | Sümeyye Akkuş      | TUR  |
| 5.      | Amelie Rosseneu    | BEL  |
| 7.      | Kay Kraus          | GER  |
| 7.      | Valentina Moscatt  | ITA  |

#### –52 kg
| Posició | Nom                    | País |
| ------- | ---------------------- | ---- |
| 1.      | Natalia Kuziutina      | RUS  |
| 2.      | Andreea Stefania Chitu | ROU  |
| 3.      | Laura Gomez Ropinon    | ESP  |
| 3.      | Majlinda Kelmendi      | IJF  |
| 5.      | Odette Giuffrida       | ITA  |
| 5.      | Mareen Kraeh           | GER  |
| 7.      | Gili Cohen             | ISR  |
| 7.      | Barbara Maros          | HUN  |

#### –57 kg
| Posició | Nom                | País |
| ------- | ------------------ | ---- |
| 1.      | Automne Pavia      | FRA  |
| 2.      | Sabrina Filzmoser  | AUT  |
| 3.      | Telma Monteiro     | POR  |
| 3.      | Irina Zablundina   | RUS  |
| 5.      | Hedvig Karakas     | HUN  |
| 5.      | Sanne Verhagen     | NED  |
| 7.      | Shushana Hevondian | UKR  |
| 7.      | Jovana Rogić       | SRB  |

#### –63 kg
| Posició | Nom                 | País |
| ------- | ------------------- | ---- |
| 1.      | Clarisse Agbegnenou | FRA  |
| 2.      | Marta Labazina      | RUS  |
| 3.      | Yarden Gerbi        | ISR  |
| 3.      | Tina Trstenjak      | SLO  |
| 5.      | Hilde Drexler       | AUT  |
| 5.      | Edwige Gwend        | ITA  |
| 7.      | Anna Bernholm       | SWE  |
| 7.      | Szabina Gerscak     | HUN  |

#### –70 kg
| Posició | Nom               | País |
| ------- | ----------------- | ---- |
| 1.      | Kim Polling       | NED  |
| 2.      | Linda Bolder      | NED  |
| 3.      | Bernadette Graf   | AUT  |
| 3.      | Laura Vargas-Koch | GER  |
| 5.      | Barbara Matic     | CRO  |
| 5.      | Juliane Robra     | SUI  |
| 7.      | Iljana Marzok     | GER  |
| 7.      | Anka Pogacnik     | SLO  |

#### –78 kg
| Posició | Nom              | País |
| ------- | ---------------- | ---- |
| 1.      | Lucie Louette    | FRA  |
| 2.      | Ana Velensek     | SLO  |
| 3.      | Abigél Joó       | HUN  |
| 3.      | Marhinde Verkerk | NED  |
| 5.      | Luise Malzahn    | GER  |
| 5.      | Audrey Tcheumeo  | FRA  |
| 7.      | Natalie Powell   | GBR  |
| 7.      | Viktoriia Turks  | UKR  |

#### +78 kg
| Posició | Nom               | País |
| ------- | ----------------- | ---- |
| 1.      | Lucija Polavder   | SLO  |
| 2.      | Emilie Andeol     | FRA  |
| 3.      | Belkis Zehra Kaya | TUR  |
| 3.      | Iryna Kindzerska  | UKR  |
| 5.      | Gulsah Kocaturk   | TUR  |
| 5.      | Jasmin Kuelbs     | GER  |
| 7.      | Larisa Ceric      | BIH  |
| 7.      | Carola Uilenhoed  | NED  |

#### Equips
| Posició | Nom           | País |
| ------- | ------------- | ---- |
| 1.      | Països Baixos | NED  |
| 2.      | França        | FRA  |
| 3.      | Alemanya      | GER  |
| 3.      | Rússia        | RUS  |